# Empoasca longa
Empoasca longa is een halfvleugelig insect uit de familie dwergcicaden (Cicadellidae). De wetenschappelijke naam van de soort werd voor het eerst geldig gepubliceerd in 2011 door Zhang en Liu.